# 1915 aux États-Unis
Pour des articles plus généraux, voir Chronologie des États-Unis et 1915.
Chronologie des États-Unis
- 1911
- 1912
- 1913
- 1914
- 1915
- 1916
- 1917
- 1918
- 1919

Cette page concerne des événements d'actualité qui se sont produits durant l'année 1915 du calendrier grégorien aux États-Unis.

## Événements
- 25 janvier : première télécommunication téléphonique entre New York et San Francisco.
- 8 février et 3 mars : première à Los Angeles et sortie du film de David Wark Griffith : Naissance d'une nation.
- 1er avril : Harvey Spencer Lewis fonde l'A.M.O.R.C. (Ancien et Mystique Ordre de la Rose-Croix).
- 13 mai : tensions diplomatiques entre l’Empire allemand et les États-Unis après l’affaire du torpillage du Lusitania.
- 28 juillet : intervention militaire des États-Unis en Haïti.
- 5 août : ouverture à Washington d’une conférence latino-américaine sur la question du Mexique.
- Septembre : Wilson autorise les prêts aux gouvernements belligérants. En avril 1917, l’Allemagne a pu emprunter 27 millions de dollars et l’Entente plus de 2 milliards.
- 21 octobre : première communication intercontinentale par TSF entre Arlington (USA) et la tour Eiffel.
- 19 novembre : exécution du responsable syndical de l’IWW Joe Hill à Salt Lake City, accusé en novembre d’avoir assassiné un épicier au cours d’un cambriolage.
- 24 décembre[1] : refondation du Ku Klux Klan à Stone Mountain près d'Atlanta par William Joseph Simmons (xénophobe et ultranationaliste).
- Campagne en faveur d’un référendum sur le vote des femmes à New York.
- 350 000 Juifs vivent dans le Lower East Side de New York.
- Les commandes de matériel de guerre émanant des Alliés stimulent l’économie des États-Unis.
- Mesures en faveur des plus défavorisés dans de nombreux États des États-Unis : 25 établissent la responsabilité de l’employeur en cas d’accident du travail, neuf fixent un salaire minimum pour les femmes, un certain nombre se dotent d’une législation fixant la durée légale du travail quotidien.